# Philipp Theisohn

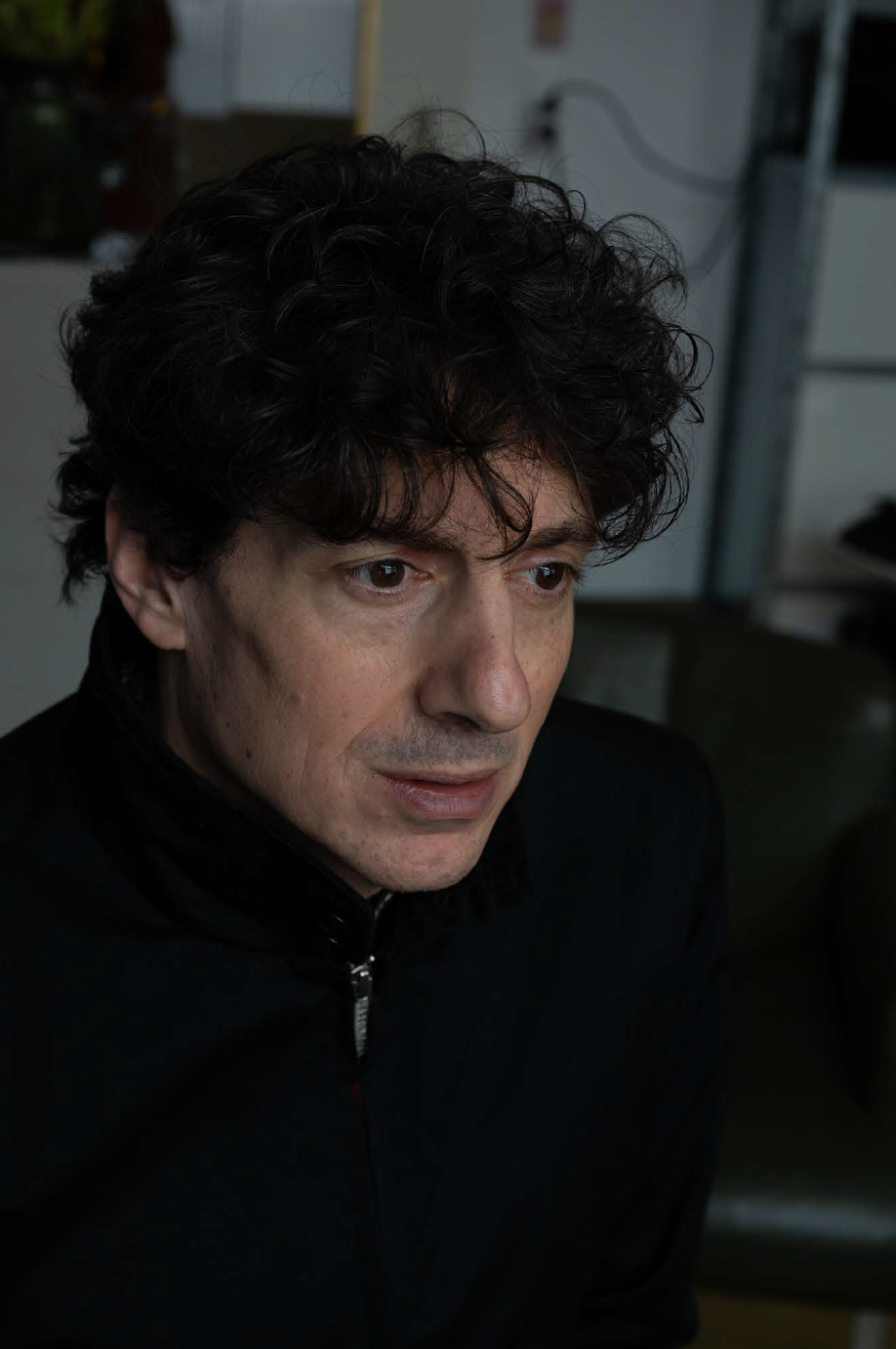
Philipp Theisohn, 2024

Philipp Theisohn (* 1. April 1974 in Bad Dürkheim) ist ein Schweizer Germanist.

## Leben und Wirken
Philipp Theisohn studierte Neuere Deutsche Literaturwissenschaft, Mediävistik und Philosophie an den Universitäten Tübingen und Zürich. Nach seinem Promotionsstudium in Tübingen und Jerusalem wurde er im Jahr 2004 mit der Dissertation Die Urbarkeit der Zeichen. Literatur und Zionismus – eine andere Poetik der Moderne promoviert. 2011 habilitierte er sich an der ETH Zürich mit der Schrift Die kommende Dichtung. Geschichte des literarischen Orakels 1450–2050. Von 2013 bis 2019 leitete Theisohn das SNF-Forschungsprojekt „Conditio extraterrestris“ am Deutschen Seminar der Universität Zürich. Nach Vertretungsprofessuren an den Universitäten Frankfurt a. M. und Mainz und einem Ruf an die Leibniz-Universität Hannover wählte ihn die Universität Zürich 2019 zum Ordinarius für Neuere deutsche Literaturwissenschaft ans Deutsche Seminar. Seit 2022 ist Theisohn überdies Direktor des Zentrums für literarische Gegenwart (ZLG).
Theisohns Forschungsinteressen erstrecken sich auf die deutschen und europäischen Literaturen vom Mittelalter bis zur Gegenwart einschließlich der Science-Fiction und Populärkultur. Er ist Mitherausgeber der Zeitschrift für Ästhetik und Allgemeine Kunstwissenschaft, des Schweizer Buchjahrs, sowie der Germanistik in der Schweiz, der jährlichen Publikation der Schweizerischen Akademischen Gesellschaft für Germanistik. Neben seiner wissenschaftlichen Tätigkeit publiziert Theisohn regelmäßig als Literaturkritiker in den Feuilletons der Neuen Zürcher Zeitung, der Zeit und der Frankfurter Allgemeinen Zeitung. Seit 2015 präsidiert Theisohn die Theodor-Storm-Gesellschaft und seit 2020 die Kommission der Österreichischen Agentur für wissenschaftliche Integrität.
Er ist der Bruder der Musikpädagogin Elisabeth Theisohn.

## Publikationen (Auswahl)

### Monographien
- Conrad Ferdinand Meyer. Schatten eines Jahrhunderts. Biografie, Wallstein, Göttingen 2025, ISBN 978-3-8353-5856-0.
- Denken nach Botho Strauß. Begegnungen in einer anderen Zeit, Matthes & Seitz, Berlin 2024, ISBN 978-3-7518-3029-4.
- Einführung in die außerirdische Literatur. Lesen und Schreiben im All, Matthes & Seitz, Berlin 2022, ISBN 978-3-7518-0383-0.
- Literarisches Eigentum. Zur Ethik geistiger Arbeit im digitalen Zeitalter, Alfred Kröner Verlag, Stuttgart 2012, ISBN 978-3-520-51001-3 (Rezensionen bei perlentaucher.de).
- Die kommende Dichtung. Geschichte des literarischen Orakels 1450–2050, Wilhelm Fink Verlag, München 2012, ISBN 978-3-7705-5392-1  (Habilitationsschrift).
- Plagiat: Eine unoriginelle Literaturgeschichte, Alfred Kröner Verlag, Stuttgart 2009, ISBN 978-3-520-35101-2 (Rezensionen bei perlentaucher.de).
- Die Urbarkeit der Zeichen: Zionismus und Literatur – eine andere Poetik der Moderne, Metzler Verlag, Stuttgart / Weimar 2005, ISBN 978-3-476-02072-7 (Dissertation).
- Totalität des Mangels. Carl Spitteler und die Geburt des modernen Epos aus der Anschauung, Königshausen und Neumann, Würzburg 2001, ISBN 978-3-8260-1958-6.

### Übersetzungen
- Michael Strunge: Nachtmaschine. Gedichte. Aus dem Dänischen und mit einem Essay von Philipp Theisohn, Matthes & Seitz, Berlin 2025, ISBN 978-3-7518-1045-6.

### Herausgeberschaften
- Jeremias Gotthelf: Werke. Zürcher Ausgabe in 15 Bänden, Diogenes, Zürich 2023ff.
- Trakl-Handbuch. Leben – Werk – Wirkung, Metzler Verlag, Berlin / Heidelberg 2023, ISBN 978-3-662-67322-5.
- In Verben denken. Dietmar Dath Arbeitsbuch, Verbrecher Verlag, Berlin 2023, ISBN 978-3-95732-541-9 (mit Christian Hippe).
- Nick Land: Okkultes Denken, Matthes & Seitz, Berlin 2023, ISBN 978-3-7518-0361-8 (mit Dietmar Dath).
- Kellers Erzählen. Strukturen – Funktionen – Reflexionen, De Gruyter, Berlin 2022, ISBN 978-3-11-072281-9.
- Des Sirius goldne Küsten. Astronomie und Weltraumfiktion, Wilhelm Fink Verlag, Paderborn 2019, ISBN 978-3-7705-6399-9 (mit Philipp Auchter, Boris Buzek und Mateusz Cwik).
- Storm-Handbuch. Leben. Werk. Wirkung, Metzler Verlag, Stuttgart / Weimar 2017, ISBN 978-3-476-02623-1 (mit Christian Demandt).
- Philosemitismus. Rhetorik, Poetik, Diskursgeschichte, Wilhelm Fink Verlag, München 2017, ISBN 978-3-8467-5301-9 (mit Georg Braungart).
- Literaturbetrieb. Zur Poetik einer Produktionsgemeinschaft, Wilhelm Fink Verlag, München 2013, ISBN 978-3-8467-5296-8 (mit Christine Weder).
- Arthur Schopenhauer: Über die Freiheit des menschlichen Willens. Über die Grundlage der Moral, Alfred Kröner Verlag, Stuttgart 2013, ISBN 978-3-520-11801-1
- Die Enzyklopädik der Esoterik. Allwissenheitsmythen und universalwissenschaftliche Modelle in der Esoterik der Neuzeit, Wilhelm Fink Verlag, München 2010, ISBN 978-3-7705-5070-8 (mit Andreas Kilcher).